# Stare Bielice (gromada)
Stare Bielice – dawna gromada, czyli najmniejsza jednostka podziału terytorialnego Polskiej Rzeczypospolitej Ludowej w latach 1954–1972.
Gromady, z gromadzkimi radami narodowymi (GRN) jako organami władzy najniższego stopnia na wsi, funkcjonowały od reformy reorganizującej administrację wiejską przeprowadzonej jesienią 1954 do momentu ich zniesienia z dniem 1 stycznia 1973, tym samym wypierając organizację gminną w latach 1954–1972.
Gromadę Stare Bielice z siedzibą GRN w Starych Bielicach utworzono – jako jedną z 8759 gromad na obszarze Polski – w powiecie koszalińskim w woj. koszalińskim na mocy uchwały nr 43/54 WRN w Koszalinie z dnia 5 października 1954. W skład jednostki weszły obszary dotychczasowych gromad Stare Bielice i Nowe Bielice ze zniesionej gminy Koszalin oraz obszary dotychczasowych gromad Cieszyn i Gniazdowo ze zniesionej gminy Będzino  w tymże powiecie. Dla gromady ustalono 14 członków gromadzkiej rady narodowej.
31 grudnia 1968 z gromady Stare Bielice wyłączono wsie Cieszyn i Nowe Bielice oraz PGR Cieszyn, włączając je do gromady Biesiekierz w tymże powiecie, po czym gromadę Stare Bielice zniesiono, a jej (pozostały) obszar włączono do gromady Chełmoniewo tamże.